# Первомайское (Фёдоровский район, Костанайская область)
Первомайское (каз. Первомай) — село в Фёдоровском районе Костанайской области Казахстана. Административный центр Первомайского сельского округа. Находится примерно в 33 км к юго-западу от районного центра, села Фёдоровка. Код КАТО — 396857100.

## География
К юго-востоку от села находится пересыхающее озеро Улькен-Барак, в 2 км к северу от села находится озеро Барак, в 3 км к юго-западу — пересыхающее озеро Сирень, в 4,5 км к юго-западу — Саламат, в 6 км к северо-западу — озеро Карачаколь, в 7 км к западу — озеро пересыхающее Карачасор.

## Население
В 1999 году население села составляло 1444 человека (700 мужчин и 744 женщины). По данным переписи 2009 года, в селе проживало 889 человек (454 мужчины и 435 женщин). По данным переписи 2021 года, в селе проживало 732 человека (363 мужчины и 369 женщин).